# فلکون (چارچوب نرم‌افزاری)
فلکون (انگلیسی: Phalcon) یک چارچوب نرم‌افزاری کارآمد php است، که تحت MVC کار می‌کند. فلکون در سال ۲۰۱۲ به صورت متن باز برای اولین بار منتشر شد.
برخلاف اکثر چارچوب‌های نرم‌افزاری php فلکون به عنوان یک افزونه در زبان سی نوشته شده‌است. هدف این کار افزایش کارایی و استفاده کمتر از منبع تغذیه و در نتیجه پاسخ‌دهی به درخواست_کلاینت بیشتر بوده‌است. اصلی‌ترین مانع در استفاده از فلکون نیازمندی به دسترسی ابرکاربر برای نصب در سرور است.